# Nicolás de los Santos
Nicolás de los Santos (Bahía Blanca, Buenos Aires, 15 de abril de 1988) es un baloncestista argentino que se desempeña en la posición de base en Racing de Trelew, equipo que compite en la Asociación de Básquet del Este del Chubut.

## Carrera
El 29 de septiembre de 2004 se dio el debut de Nicolás de los Santos en la Liga Nacional de Básquet, jugando para Gimnasia y Esgrima de Comodoro Rivadavia y frente al Club Social y Deportivo Madryn. La temporada siguiente, formó parte del plantel que obtuvo la Liga Nacional de Básquet 2005-06 bajo la conducción técnica de Fernando Duró. Disputó una temporada más en el club, participando en 47 encuentros y luego emigró a España para jugar en el CB Granada de la Liga ACB. Al no tener lugar en el primer equipo, fue cedido al CB Costa Motril donde promedió 14,8 puntos por partido en un total de 24 juegos.
Ante la falta de lugar, retornó cedido al Gimnasia y Esgrima durante un año, pero al no conseguir el pasaporte europeo permaneció durante un año más en Argenitina. Tras desvincularse del club español, pasó al Club Ciclista Olímpico, nuevamente bajo la conducción técnica de Fernando Duró y el año siguiente vistió la camiseta del Club de Regatas Corrientes de Nicolás Casalánguida, otro de sus extécnicos.
 Para la Liga Nacional de Básquet 2012-13, se unió a las filas de Argentino de Junín, para luego volver a jugar en Gimnasia y Esgrima. En su segundo año, alcanzó por segunda vez en su carrera la final de la LNB con Gimnasia, pero su equipo cayó en la serie por 4-2.
En julio de 2023, luego de regresar a su país tras haber actuado brevemente en la máxima categoría del baloncesto chileno con Las Ánimas, se incorporó a Riachuelo. Aunque su temporada fue buena en el aspecto individual -promedió 11,5 puntos, 3,5 rebotes, 4,2 asistencias y 1,2 robos por juego en 38 partidos-, su equipo no consiguió clasificar a los playoffs. En consecuencia partió hacia Venezuela para incorporarse a los Héroes de Falcón de la Superliga Profesional de Baloncesto.Debido al conflicto social en Venezuela, la liga fue suspendida mientras se transitaban los playoffs de la mismapor lo que Nicolás solicitó la liberación de su contrato. Regreso a su país para firmar con el equipo que lo vio debutar, Gimnasia y Esgrima de Comodoro Rivadavia para la temporada 2024-25 de la Liga Nacional.
En agosto de 2025 se unió a Racing de Trelew, un equipo de la Asociación de Básquet del Este del Chubut.

### Clubes
Actualizado al 13 de agosto de 2025

| Club                     | País      | Año           |
| ------------------------ | --------- | ------------- |
| Gimnasia y Esgrima       | Argentina | 2004 - 2007   |
| CB Granada               | España    | 2007          |
| CB Costa Motril          | España    | 2007 - 2008   |
| Gimnasia y Esgrima       | Argentina | 2008 - 2010   |
| Olímpico                 | Argentina | 2010 - 2011   |
| Regatas Corrientes       | Argentina | 2011 - 2012   |
| Argentino de Junín       | Argentina | 2012 - 2013   |
| Gimnasia y Esgrima       | Argentina | 2013 - 2017   |
| Quimsa                   | Argentina | 2017 - 2019   |
| Aguacateros de Michoacán | México    | 2019          |
| Olímpico                 | Argentina | 2019 - 2020   |
| Boca Juniors             | Argentina | 2020 - 2021   |
| Oberá                    | Argentina | 2021 - 2023   |
| Las Ánimas               | Chile     | 2023          |
| Riachuelo                | Argentina | 2023-2024     |
| Héroes de Falcón         | Venezuela | 2024          |
| Gimnasia y Esgrima       | Argentina | 2024-2025     |
| Racing de Trelew         | Argentina | 2025-presente |

## Selección nacional
De los Santos fue miembro de los seleccionados juveniles de baloncesto de Argentina, formando parte de la camada que conquistó el Campeonato Sudamericano de Baloncesto de Cadetes de 2004 y el Campeonato Sudamericano de Baloncesto Sub-17 de 2005, y que participó del Campeonato FIBA Américas Sub-18 de 2006 y del Campeonato Mundial de Baloncesto Sub-19 de 2007-
Su primera convocatoria con la selección mayor fue de la mano del entrenador Sergio Hernández para participar en el Campeonato Sudamericano de Baloncesto de 2008, donde su equipo obtuvo el título en disputa.
En 2010 integró el seleccionado denominado Argentina Proyección 2014-2018, creado para darle rodaje internacional a los jugadores que debían ser los sucesores de la Generación Dorada. Con ese equipo disputó una serie de partidos amistosos en China y Australia.

## Palmarés

### Campeonato Nacionales
| Título                   | Club            | País      | Año     |
| ------------------------ | --------------- | --------- | ------- |
| Liga Nacional de Básquet | Gimnasia Indalo | Argentina | 2005-06 |

### Consideraciones personales
- Ganador de la Carrera de Habilidades de la LNB: 2010.